# Анковский пирог
Что сильней, чем смерть и рок, —

Сладкий анковский пирог.
Анковский пирог — сладкий воздушный пирог из нескольких ванильных коржей, пропитанных лимонным кремом, который пекли в доме Л. Н. Толстого. По словам С. Л. Толстого, пирог получил название по фамилии увлекавшегося кулинарией доктора Н. Б. Анке, который научил рецепту Берсов, родителей Софьи Андреевны, а она в свою очередь научила повара Толстых Н. М. Румянцева.
Анковский пирог стал символом сложившихся в Ясной Поляне семейных традиций и уклада жизни, установленного супругой писателя С. А. Толстой. По воспоминаниям И. Л. Толстого, семейная атмосфера угнетала Л. Н. Толстого, для него анковский пирог превратился в ярмо, от которого писатель мечтал освободиться.